# Фойт, Сара
Сара Фойт (венг. Fojt Sára; род. 3 декабря 2003) — венгерская гребчиха на байдарках, двукратный призёр летних Олимпийских игр 2024 года, трёхкратная чемпионка Европы. Участник летних Олимпийских игр 2024 года.

## Карьера
Сара Фойт родилась в Будапеште, с девятилетнего возраста начала заниматься греблей. Участница программы развития гребли Национальной академии гребли Каталин Ковач.
На чемпионате Европы 2024 года, в родной Венгрии завоевала две золотые медали в байдарках-двойках на дистанции 1000 метров и в байдарках-четвёрках на дистанции 500 метров.
На летних Олимпийских играх 2024 года в Париже венгерская спортсменка завоевала две бронзовые олимпийские медали: в байдарках-двойках на дистанции 500 метров и в байдарках-четвёрках на дистанции 500 метров.
В 2025 году на чемпионате Европы в Рачице в четвёрках на дистанции 500 метров завоевала золотую медаль. 